# Nafissatou Dia Diouf
Pour les personnes ayant le même prénom, voir Nafissatou.
Nafissatou Dia Diouf, née le 11 septembre 1973 à Dakar, est une écrivaine sénégalaise d’expression française.

## Biographie
Née en 1973 d’un père diplomate et d'une mère professeur, elle fait partie d’une fratrie de deux enfants.
Après avoir suivi une scolarité dans des écoles privées catholiques de Dakar, elle obtient son baccalauréat littéraire avec mention et s’inscrit à l’Université Michel de Montaigne de Bordeaux, en langues étrangères appliquées spécialisées en Affaires et Commerce.
Elle possède une maîtrise et, après avoir reçu une base en commerce international et droit des affaires, elle se dirige vers une spécialisation plus technique : la logistique industrielle.
Après ces cinq années, Nafissatou Dia Diouf rentre au Sénégal.
Elle participe à des concours littéraires nationaux et internationaux et quelques prix lui permettent de se faire connaître. Elle se voit décerner le Prix du jeune écrivain francophone en 1999 en France puis, l’année suivante, le Prix Francomania au Canada, le Prix de la Fondation Senghor pour la nouvelle et la poésie au Sénégal, etc.
En 2013, elle apparaît sous le nom de "Mishaa" sur l'album Kano Mbifé II du chanteur et koriste sénégalais Ablaye Cissoko.
En 2015, elle participe à Volcaniques , un recueil de nouvelles sur le plaisir féminin, un ouvrage collectif dirigé par  Léonora Miano.

## Œuvres
- 2001 : Retour d’un si long exil (nouvelles), Éd. NEAS : Nafissatou Dia Diouf, Retour d'un si long exil : nouvelles, Nouvelles éditions africaines du Sénégal, 2005 (ISBN 2-7236-1442-5 et 978-2-7236-1442-9, OCLC 80285666, lire en ligne)[2]
- 2003 : Primeur, poèmes de jeunesse (poésie), Éd. Le nègre international[2]
- 2004 : Le Fabuleux Tour du monde de Raby (jeunesse), Éd. NEAS
- 2005 : Je découvre l’ordinateur (jeunesse), Éd. TML : Daniel Séverin Ngassu, Je découvre ... l'ordinateur, Tamalys, 2005 (ISBN 978-2-9525152-0-7 et 2-9525152-0-4, OCLC 893728946, lire en ligne)
- 2005 : Cytor & Tic Tic naviguent sur la toile (jeunesse), Éd. TML : Daniel Séverin Ngassu, Cytor et Tic Tic naviguent sur la toile : les basiques d'Internet, Tamalys, 2005 (ISBN 978-2-9525152-1-4 et 2-9525152-1-2, OCLC 893728947, lire en ligne)
- 2007 : Kidiwi, la gouttelette curieuse (jeunesse), Éd. TML : Lamine Diémé, Kidiwi la gouttelette curieuse, Tamalys, 2007 (ISBN 978-2-9525152-2-1 et 2-9525152-2-0, OCLC 893728945, lire en ligne)
- 2010 : Cirque de Missira et autres nouvelles (nouvelles), Éd. Présence Africaine : Nafissatou Dia Diouf, Cirque de Missira et autres nouvelles, Présence africaine, 2010 (ISBN 978-2-7087-0805-1 et 2-7087-0805-8, OCLC 641953772, lire en ligne)
- 2010 : SocioBiz : chroniques impertinentes sur l'économie et l'entreprise, Éd. TML : Samba Ndar Cissé, SocioBiz : chroniques impertinentes sur l'économie et l'entreprise, TML, 2010 (ISBN 978-2-9525152-4-5 et 2-9525152-4-7, OCLC 741367376, lire en ligne)
- 2012 : SocioBiz 2 : chroniques encore plus irrévérencieuses, Éd. TML : Nafissatou Dia Diouf, SocioBiz 2 : chroniques encore plus irrévérencieuses!, 2013 (ISBN 2-9525152-5-5 et 978-2-9525152-5-2, OCLC 855909277, lire en ligne)[4]
- 2014 : La maison des épices (roman), Éd. Mémoire d'Encrier : Nafissatou Dia Diouf, La maison des épices : roman, 2014 (ISBN 978-2-89712-196-9 et 2-89712-196-3, OCLC 876159229, lire en ligne)[4]

## Ouvrages collectifs
- 2006 : Envie Pressante (nouvelles)
- 2008 : Les petits chercheurs (expériences scientifiques)
- 2006 : Nouvelles du Sénégal, Ed La découverte
- 2015 : Volcanique, anthologie du plaisir (sous la direction de Léonora Miano), Ed Mémoire d'Encrier[4]